# Сульфат палладия(II)
Сульфат палладия(II) — неорганическое соединение, 
соль металла палладия и серной кислоты с формулой PdSO4,
тёмно-красные кристаллы,
не растворяется в холодной воде, реагирует с горячей,
образует кристаллогидраты.

## Получение
- Растворение гидроксида палладия(II) в серной кислоте:

{\displaystyle {\mathsf {Pd(OH)_{2}+H_{2}SO_{4}\ {\xrightarrow {}}\ PdSO_{4}+2H_{2}O}}}
- Растворение палладия в горячей концентрированной серной кислоте в присутствии азотной кислоты[1]:

{\displaystyle {\mathsf {Pd+4HNO3\ \xrightarrow {} \ Pd(NO_{3})_{2}+2H_{2}O+2NO_{2}}}}
{\displaystyle {\mathsf {Pd(NO_{3})_{2}+H_{2}SO_{4}\ \xrightarrow {} \ PdSO_{4}+2HNO_{3}}}}

## Физические свойства
Сульфат палладия(II) образует тёмно-красные кристаллы.
Из водных растворов выпадают кристаллогидраты: оливково-зелёный PdSO4•H2O и красновато-коричневый PdSO4•2H2O.